# Siam Di Tella 1500
La SIAM Di Tella 1500 était une voiture de tourisme, du segment D (grosse voiture familiale) de fabrication argentine, sous licence British Motor Corporation Ltd. Le dessin de la carrosserie est l'œuvre du designer italien Pininfarina. Le modèle était disponible en 3 versions :
- Sedan : berline quatre portes,
- Traveler : break (rural) cinq portes,
- Argenta : pick-up
- Magnete : berline de luxe.

La carrosserie était un curieux mélange combinant l'avant de la Riley 4/68 avec l'arrière de l'Austin Cambridge. Une version pick-up de 500 kg de charge utile, appelée SIAM Di Tella Argenta, a été spécialement développée pour l'Argentine.
Le véhicule était équipé d'un moteur Austin "B", quatre cylindres en ligne de 1.489 cm³ développant 56 ch SAE (42 kW) à 4.500 tr/min, boîte de vitesses manuelle à quatre rapports avant et un arrière. Sa vitesse de pointe est de 117 km/h avec une consommation d'essence de 9,83 litres aux 100 km.

## Histoire
Après avoir fabriqué sous licence, à partir de 1954, la Siambretta, une partie de la gamme des cyclomoteurs et scooters italiens Lambretta, au vu du succès rencontré par ces véhicules à 2 et 3 roues, Torcueta Di Tella a voulu se diversifier et a étendu son activité industrielle de base dans la métallurgie au secteur automobile. À la suite d'un accord de licence obtenu de la société anglaise British Motor Corporation, le groupe SIAM Di Tella crée en début d'année 1959 la société SIAM Di Tella Automotores SA. La voiture choisie pour démarrer la production locale était l'Austin A-60, connue en Argentine sous le nom de SIAM Di Tella 1500, bien que la calandre et les détails avant correspondent à la Riley 4/68. L'usine Monte Chingolo à Buenos Aires est inaugurée le 15 mars 1960 et deux semaines plus tard, le 2 avril 1960, le premier exemplaire SIAM Di Tella 1500, version revue et corrigée de l'Austin A-60 Pininfarina, construite sous licence, sortait de la chaîne de montage.
La demande était très importante et, le 2 septembre 1960, l'usine sortait le modèle numéro 1.000. La production était supervisée par des techniciens britanniques de BMC, l'objectif principal étant de réduire les délais de fabrication pour répondre à la demande croissante qui a atteint 4.000 exemplaires la première année. L'année suivante, la quantité a triplé. De nouvelles versions sont venues s'ajouter à la berline, le pick-up "Argenta" et la version break (rural) appelée "Traveler". En fin d'année 1961, le personnel employé par l'entreprise s'élevait à 2.000 salariés.
En 1964, la société SIAM Di Tella Automotores connait de graves problèmes économiques. La société négocie un accord de coopération avec son confrère et concurrent argentin IKA qui, en 1965, rachète SIAM au bord de la faillite, et crée une filiale CIDASA pour produire les modèles SIAM sous les marques MG, Morris et Riley.

### Caractéristiques techniques
Équipée d'une mécanique simple et fiable, le succès de la SIAM Di Tella 1500 fut très rapide. Il faut dire qu'à l'époque, l'offre était réduite aux seules voitures américaines des groupes Ford et General Motors. La SIAM Di Tella 1500 est devenue en peu de temps la voiture idéale pour la famille bourgeoise mais aussi pour les taxis. Sur les 14.500 premiers exemplaires produits, 3.870 furent utilisés comme taxi.
La voiture avait une disposition mécanique très classique, moteur placé en long à l'avant comportant quatre cylindres en ligne, refroidi par eau, et propulsion arrière, avec une boîte de vitesses à quatre rapports synchronisés, sauf la première et la marche arrière. Avec la même base mécanique, la gamme comptait la berline et le break (rural) "Traveller", dont 1.915 exemplaires ont été produits.
À partir de 1966, la production se poursuit par CIDASA, la filiale d'IKA, qui commercialise les modèles sous le nom des marques anglaises d'origine : Riley, Morris et MG (Morris Garages) similaires à la SIAM Di Tella : Riley 1500 (au Royaume-Uni, Riley 4/68), la Morris 1650 Fordor (4 portes) berline et le break Traveller rural (Morris Oxford, au Royaume-Uni) et la berline de luxe MG Magnette 1622 et MG 1650, version luxueuse, dont très peu d'exemplaires ont été fabriqués et sans équivalent en Grande-Bretagne.

#### Moteur
La SIAM Di Tella 1500 était équipée d'un moteur Austin Série "B" à 4 temps, composé d'un bloc en fonte, quatre cylindres en ligne et soupapes en tête (OHV) avec tiges de culbuteurs et poussoirs latéraux. Une mécanique simple, robuste et durable. Sa puissance était de 56 ch (42 kW) à 4.500 tr/min, refroidi par eau, lubrification forcée avec une pompe à huile sous pression. La mécanique comporte deux solutions inhabituelles en Argentine, dans les années 60 : un carburateur « SU» (Skinner United), équipé d'un Venturi à tirage variable commandé par un piston avec une tige doseuse conique (aiguille) qui régule le dosage de l'essence par son mouvement, en fonction de la demande exacte du moteur à l'accélération. La gestion du mélange carburant-air est contrôlée par le vide d'admission, par un tuyau fixé à la culasse du moteur. La deuxième particularité était la pompe à essence, mécanique dans la plupart des voitures, alors que la SIAM Di Tella 1500 avait une pompe électrique Lucas qui a contribué de manière significative aux économies de carburant. Il est à noter que le moteur Austin Série "B" de 1936, a également équipé la berline indienne Hindustan Ambassador. C'est certainement un des moteurs qui est resté en production le plus longtemps, à travers le monde.

### Production Siam Di / CIDASA 1650
| Nom                             | Type    | Années  | Production |
| ------------------------------- | ------- | ------- | ---------- |
| Di Tella 1500                   | Berline | 1959–66 | 45.785     |
| Di Tella Traveller              | Break   | 1963–66 | 1.915      |
| SIAM Magnette 1622              | Berline | 1964–66 | 2.664      |
| Di Tella Argenta (1 & 2e série) | Pickup  | 1963–66 | 11.113     |
| Total                           | Total   | Total   | 61.477     |

Nota : y compris la production CIDASA (6.968 ex).
Détail de la production CIDASA entre avril 1966 et mars 1967 :
- MG 1650 Fordor (berline) = 235
- Morris 1650 Fordor (berline) = 3.027
- Morris 1650 Voyager (break) = 847
- Riley 1500 Fordor (berline) = 2.537
- Micro Riley 1500 (pick-up) = 322